# I'm Still Here (Sia)
I'm Still Here is een nummer van de Australische zangeres Sia uit 2018.
"I'm Still Here" is een mid-tempo popnummer, uitgebracht als solonummer in een tijd dat Sia zich vooral richtte op de supergroep LSD, samen met Labrinth en Diplo. Het nummer behaalde de 16e positie in de Nederlande Tipparade. Buiten Nederland, Zwitserland, Frankrijk en Wallonië bereikte het nummer geen hitlijsten, wel werd het in sommige andere landen een radiohit, zoals in Duitsland. 